# Partido judicial de Gandía
El partido judicial de Gandía es uno de los dieciocho partidos judiciales de la provincia de Valencia; en concreto se trata del partido judicial n.º 2 de la provincia de Valencia.
El ámbito territorial que viene regulado por el Real Decreto 529/1983, de 9 de marzo, comprende los municipios de:
- Ador
- Alfahuir
- Almiserat
- Almoines
- Alquería de la Condesa
- Bárig
- Bellreguart
- Beniarjó
- Beniflá
- Benirredrá
- Castellonet
- Daimuz
- Fuente Encarroz
- Gandía
- Guardamar de la Safor
- Lugar Nuevo de San Jerónimo
- Miramar
- Oliva
- Palma de Gandía
- Palmera
- Piles
- Potríes
- Rafelcofer
- Real de Gandía
- Rótova
- Villalonga
- Jaraco
- Jeresa